# Antiklerikalizam
Antiklerikalizam je opozicija verskoj vlasti, tipično u društvenim ili političkim stvarima. Istorijski antiklerikalizam uglavnom se suprotstavljao uticaju rimokatoličanstva. Antiklerikalizam je povezan sa sekularizmom koji nastoji da ukloni crkvu iz svih aspekata javnog i političkog života, i njenu uključenost u svakodnevni život građana.
Neki su se protivili sveštenstvu po osnovi moralne korupcije, institucionalnih pitanja i/ili neslaganja u verskom tumačenju, kao što je bilo tokom protestantske reformacije. Antiklerikalizam je postao izuzetno nasilan tokom Francuske revolucije, jer su revolucionari bili svedoci da crkva igra ključnu ulogu u sistemima ugnjetavanja koji su do nje doveli. Mnogi sveštenici su ubijeni, a francuske revolucionarne vlade su pokušale da kontrolišu sveštenike čineći ih državnim službenicima.
Antiklerikalizam se u katoličkoj Evropi pojavio tokom 19. veka, u različitim oblicima, a kasnije i u Kanadi, Kubi i Latinskoj Americi.

## Evropa

### Francuska

#### Revolucija
Građanski ustav sveštenstva donesen je 12. jula 1790. godine, zahtevajući od svih sveštenika da se zakunu na odanost francuskoj vladi, i po analogiji, sve više antiklerikalnoj nacionalnoj ustavotvornoj skupštini. Svi osim sedam od 160 biskupa je odbilo zakletvu, kao i polovina parohijskih sveštenika. Progon klera i vernika bio je prvi pokretač pobune; drugi je regrutacija. Sveštenici koji su odbili da se zakunu na odanost su proterivani ili zatvarani, a žene su na putu na misu bivale pretučene na ulicama.
Antiklerilizam tokom Francuske revolucije u početku je počeo napadima na crkvenu korupciju i bogatstvo višeg klera, akcijom s kojom su se mogli složiti čak i mnogi hrišćani, budući da je rimokatolička crkva imala dominantnu ulogu u predrevolucionarnoj Francuskoj. Tokom dvogodišnjeg perioda poznatog kao Vladavina terora, epizode antiklerikalizma postale su nasilnije od bilo kojeg u modernoj evropskoj istoriji. Nova revolucionarna vlast potisnula je crkvu; ukinuta je katolička monarhija; nacionalizovana je crkvena imovina; prognano 30.000 sveštenika, a stotine njih je ubijeno. Mnoge crkve su pretvorene u „hramove razuma”, u kojima su se održavale ateističke službe. Vođeno je mnogo naučnih rasprava o tome da li je pokret bio široko motivisan. Kao deo kampanje za dehristijanizaciju Francuske, u oktobru 1793. godine hrišćanski kalendar je zamenjen onim u kome se računa od datuma revolucije, a planirani su i festivali slobode, razuma i vrhovnog bića. Pojavili su se novi oblici moralne religije, uključujući deistički kult Vrhovnog bića i prvi uspostavljeni francuski državno sponzirani ateistički Kult razuma. Sve crkve koje nisu bile posvećene tome su zatvorene. U aprilu i maju 1794. vlada je odobrila poštovanje festivala kulta Vrhovnog bića. Kada je antiklerikalizam postao jasan cilj francuskih revolucionara, kontrarevolucionari, koji su želeli da povrate tradiciju i drevni režim su uzeli oružje u ruke, posebno tokom pobune u Vandeji (1793 do 1796). Lokalno stanovništvo se često opiralo dehristijanizaciji i zahtevalo od sveštenstva da ponovo otpočnu sa službama. Na kraju su Maksimilijan Robespjer i Komitet javnog spasa osudili kampanju dehristijanizacije i pokušali da uspostave svoju sopstvenu religiju, bez sujeverja katoličanstva.
Kad se papa Pije VI zauzeo protiv revolucije u Prvoj koaliciji (1792–1797), Napoleon Bonaparta je izvršio invaziju na Italiju (1796). Francuske trupe su zatvorile papu 1797. godine, a on je umro nakon šest nedelja zatočeništva. Nakon promene stava, Napoleon je zatim ponovo uspostavio katoličku crkvu u Francuskoj potpisivanjem Konkordata 1801, i zabranio kult Vrhovnog bića. Mnoge antiklerikalne politike su nastavljene. Kada bi napoleonske armije ušle u teritoriju, manastiri su često bivali otpušteni, a crkvena imovina je sekularizovana.

#### Treća Republika
Dalja faza antiklerikalizma dogodila se u kontekstu Treće francuske republike i njenih neslaganja sa katoličkom crkvom. Pre Francuskog zakona iz 1905. o razdvajanju crkava i države, katolička crkva je uživala preferencijalni tretman od francuske države (formalno zajedno sa jevrejskim, luteranskim i kalvinističkim manjinskim religijama, ali u praksi sa mnogo većim uticajem od njih). Tokom 19. veka, u javnim školama su uglavnom radili sveštenici kao učitelji, i u školama se predavala vera (učitelji su takođe morali da vode razred na misu). Tokom 1881–1882 vlada Žila Fera usvojila je zakone kojima se uspostavlja besplatno obrazovanje (1881), kao i mandatorno laičko obrazovanje (1882), što je osnova francuskog javnog obrazovanja. Treća republika (1871–1940) čvrsto se uspostavila nakon krize 16. maja 1877, koju su pokrenuli katolički legitimisti koji su želeli povratak u Ancien Régime.
U 1880. i 1882. godini benediktinski monaški učitelji su efektivno prognani. Ovo nije bilo okončano do 1901. godien.
Zakon od 7. jula 1904. koji sprečava verske kongregacije da podučavaju i Zakon o razdvajanju države i crkve iz 1905. godine doneti su pod vladom radikala-socijaliste Emila Komba. Teritorija Alzas-Lorena nije bila podvrgnuta ovim zakonima, jer je tada bila u sastavu Nemačkog carstva.
U Aferi des Fiša (1904-1905) otkriveno je da antiklerični ministar rata Kombove vlade, general Luj Andre, određuje promocije na osnovu francuskog masonskog indeksa Velikog Orijenta o javnim zvaničnicima, uz detaljne navode ko su bili katolici i ko je prisustvovao misi, sa ciljem da se spreči njihovo napredovanje.
Antiklerilizam republikanaca omekšao se nakon Prvog svetskog rata, kad je katolička desnica počela da prihvata republiku i sekularizam. Međutim, tema subvencionisanih privatnih škola u Francuskoj, koje su pretežno katoličke, dok njihovi nastavnici dobijaju plate od države, i dalje je osetljivo pitanje u francuskoj politici.

### Austrija (Sveto rimsko carstvo)
Car Jozef  (car 1765-1790) se suprotstavio onome što je nazvao „kontemplativnim” religijskim institucijama - povučenim katoličkim institucijama za koje je smatrao da ne čine ništa pozitivno za zajednicu. Njegova politika prema njima uključena je u ono što se naziva jozefinizam.
Jozef je doneo dekret prema kome austrijski biskupi ne mogu direktno da komuniciraju s kurijom. Više od 500 od 1.188 manastira u austro-slavenskim zemljama (i još stotinu u Mađarskoj) je raspušteno, a 60 miliona florina je uzela država. Ovo bogatstvo iskorišćeno je za stvaranje 1.700 novih parohija i socijalnih ustanova.
Obrazovanje sveštenika je isto tako oduzeto od crkve. Jozef je osnovao šest državnih „generalnih semeništa”. Godine 1783, bračni patent tretirao je brak kao građanski ugovor, a ne kao versku instituciju.
Katolički istoričari tvrde da je postojao savez između Jozefa i antiklerikalnih slobodinih zidara.

## Literatura
- Beevor, Antony (2006), The Battle For Spain; The Spanish Civil War 1936-1939, London: Weidenfeld & Nicolson.
- Berenger, Jean (1990), A History of the Habsburg Empire, 1700-1918, Edinburgh: Addison Wesley
- de la Cueva, Julio (1998), „Religious Persecution, Anticlerical Tradition and Revolution: On Atrocities against the Clergy during the Spanish Civil War”, Journal of Contemporary History, XXXIII (3): 355—369, JSTOR 261121
- staff, Economist (17. 2. 2000), „The people against the mullahs”, The Economist
- Franklin, James (2006), „Freemasonry in Europe”, Catholic Values and Australian Realities, Connor Court Publishing Pty Ltd., стр. 7—10, ISBN 9780975801543
- Gross, Michael B (2004). The war against Catholicism: Liberalism and the anti-Catholic imagination in nineteenth-century Germany. University of Michigan Press.
- Gruber, Hermann (1909). „Masonry (Freemasonry)”.  Ур.: Herbermann, Charles. Catholic Encyclopedia. 6. New York: Robert Appleton Company.
- Jedin, Hubert; Dolan, John; Adriányi, Gabriel (1981), History of the Church: The Church in the Twentieth Century, X, Continuum International Publishing Group, ISBN 9780860120926
- Jedin, Hubert; Repgen, Konrad; Dolan, John, ур. (1999) [1981], History of the Church: The Church in the Twentieth Century, X, New York & London: Burn & Oates
- Okey, Robin (2002), The Habsburg Monarchy c. 1765-1918, New York: Palgrave MacMillan
- Sánchez, José Mariano. (1972). Anticlericalism: a brief history. University of Notre Dame Press.
- Thomas, Hugh (1961), The Spanish Civil War, ???: Touchstone, ISBN 0-671-75876-4.
- Williford, Thomas J. (2005), Armando los espiritus: Political Rhetoric in Colombia on the Eve of La Violencia, 1930–1945, Vanderbilt University